# Dejan Maksimović
Dejan Maksimović (Nova Topola, Bosnia, 11 de octubre de 1995) es un futbolista bosnio. Juega de mediocampista y su equipo actual es el NK Istra 1961 de la Prva HNL.

## Clubes
| Club                    | País                 | Año           | PJ | Goles |
| ----------------------- | -------------------- | ------------- | -- | ----- |
| Radnik Bijeljina        | Bosnia y Herzegovina | 2014-2016     | 24 | 4     |
| FK Mladost Doboj-Kakanj | Bosnia y Herzegovina | 2016-2017     | 19 | 6     |
| NK Istra 1961           | Croacia              | 2017-presente | 4  | 0     |